# لال کریشنا ادوانی
لال کریشنا ادوانی (انگلیسی: L. K. Advani؛ زادهٔ ۸ نوامبر ۱۹۲۷) سیاست‌مدار اهل هندوستان است که از سال ۲۰۰۲ تا ۲۰۰۴ به عنوان معاون نخست‌وزیر هندوستان فعالیت کرد. او از بنیانگذاران حزب بهاراتیا جاناتا و عضو سازمان ملی‌گرای راست هندو موسوم به راشتریه سویم سیوک سنگه است. او از سال ۱۹۹۸ تا ۲۰۰۴ وزیر کشور هندوستان بود.